# Dalbergia glabra
Dalbergia glabra är en ärtväxtart som först beskrevs av Philip Miller, och fick sitt nu gällande namn av Paul Carpenter Standley. Dalbergia glabra ingår i släktet Dalbergia, och familjen ärtväxter. Utöver nominatformen finns också underarten D. g. glabra.

## Bildgalleri

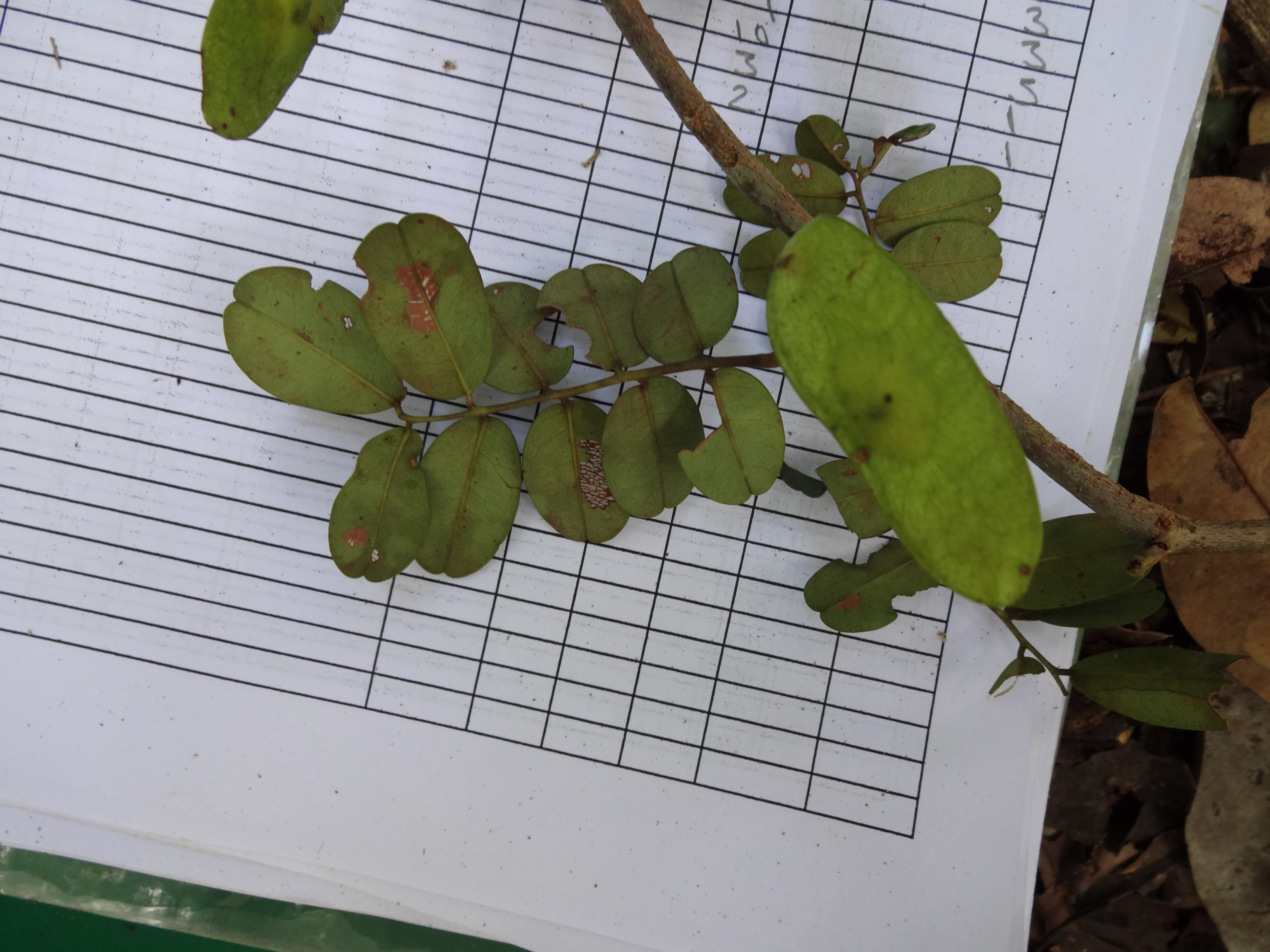
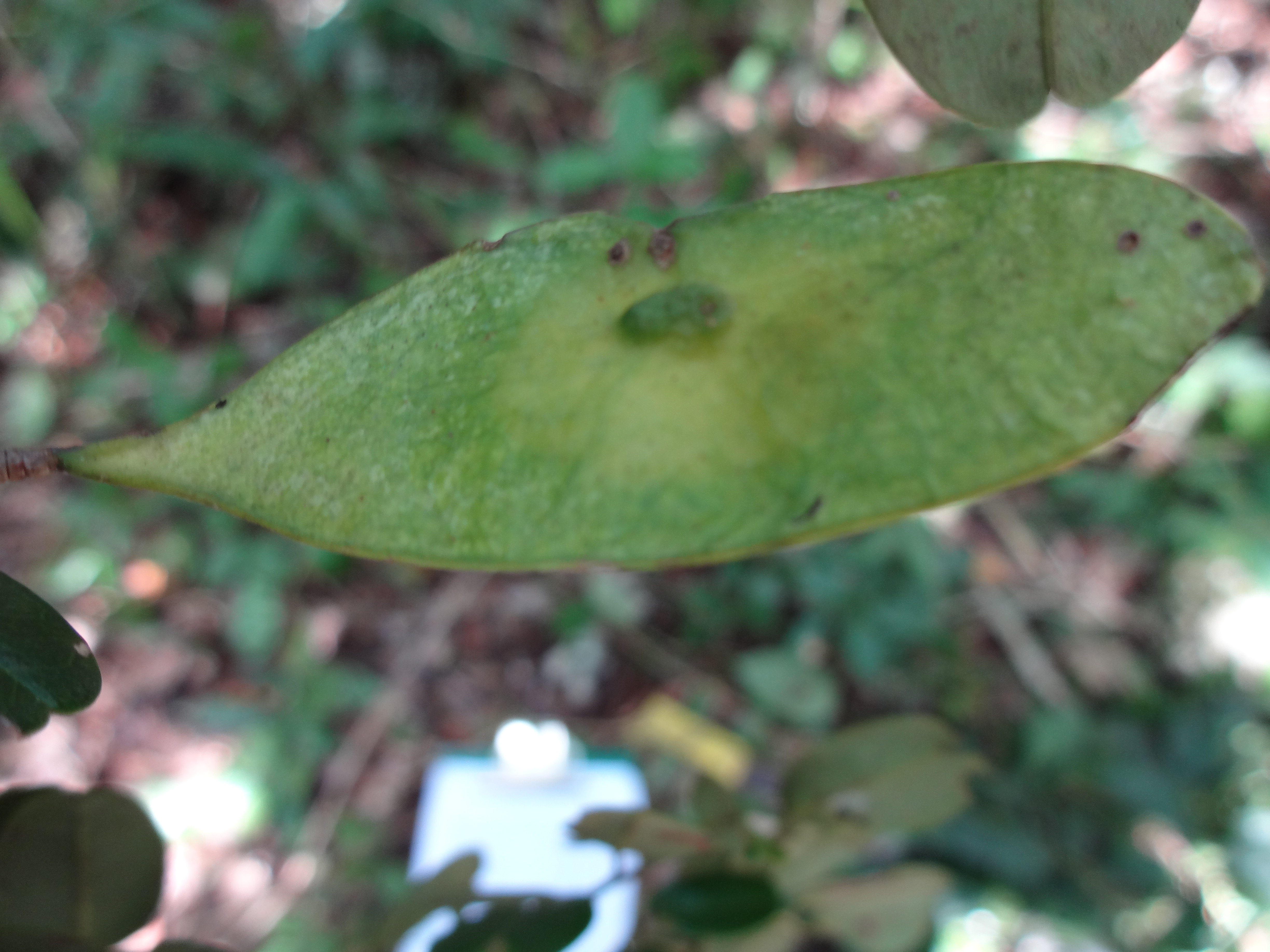
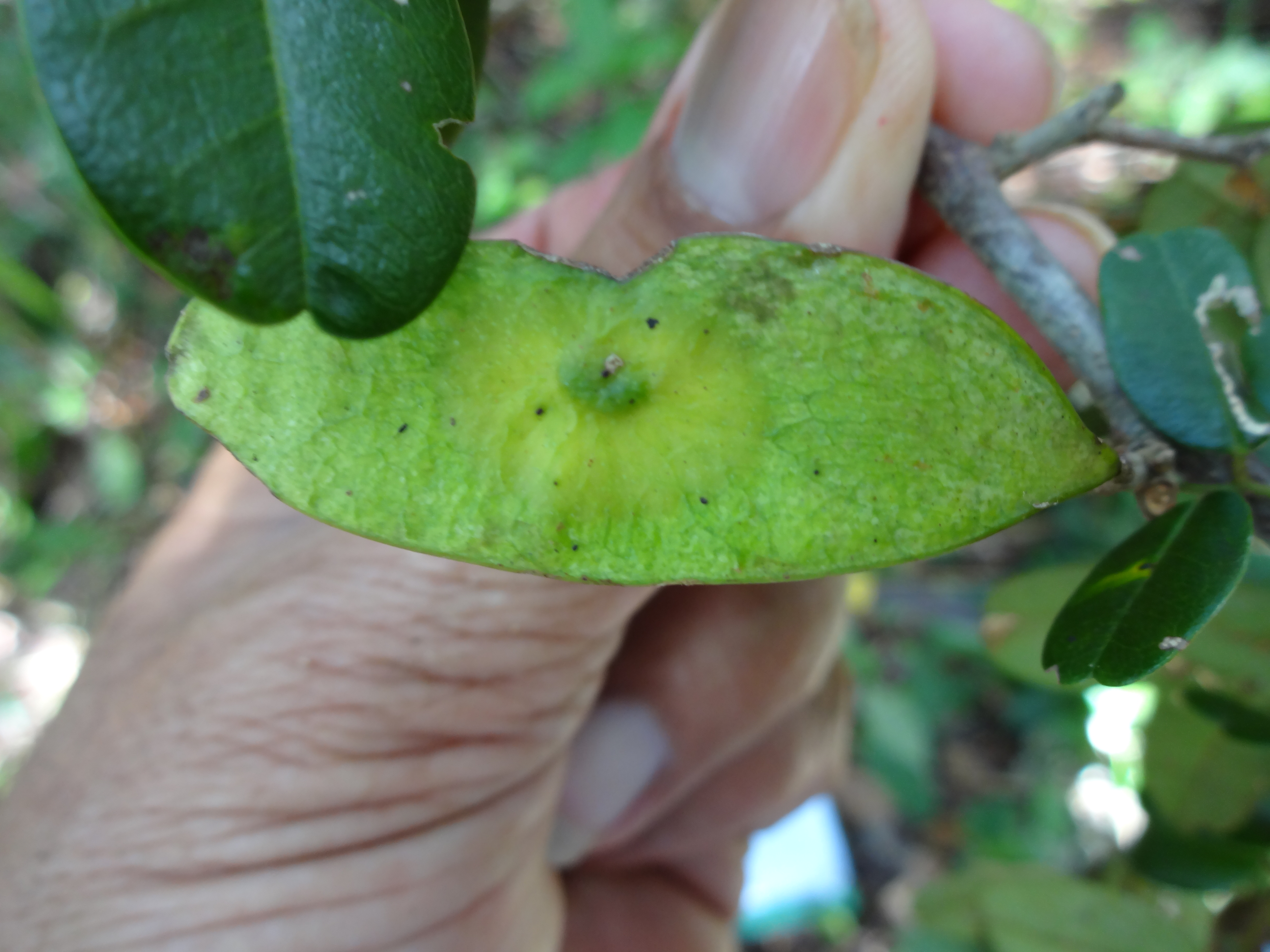
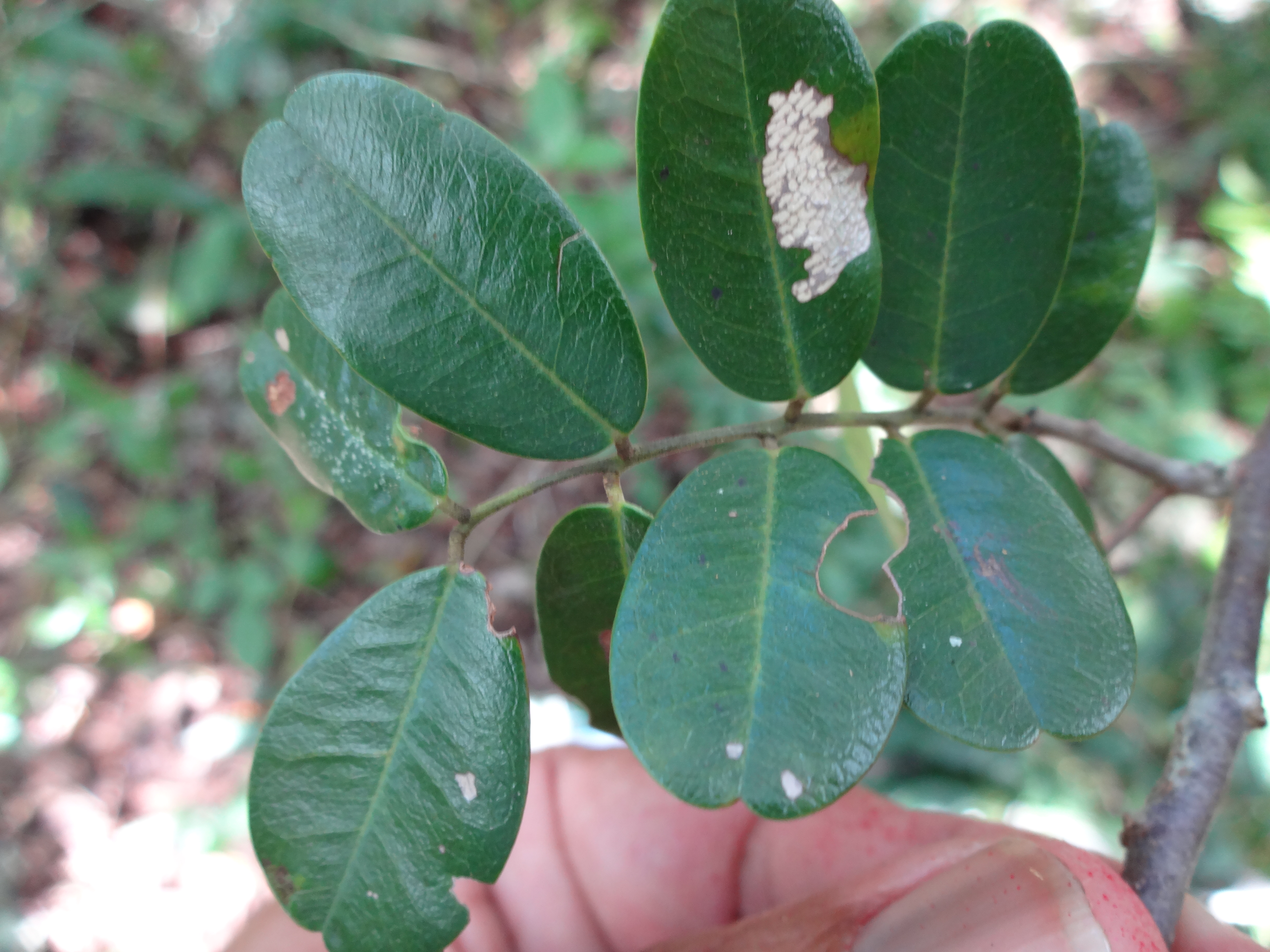